# Bundesstraße 442
Die Bundesstraße 442 (Abkürzung: B 442) ist eine Bundesstraße in Niedersachsen nordwestlich, westlich und südwestlich von Hannover. Sie hat eine Länge von etwa 60 km und führt von Neustadt am Rübenberge nach Coppenbrügge.

## Verlauf
Die B 442 beginnt in Neustadt am Rübenberge (B 6), durchquert Neustadt von Nord nach Süd und trifft im Ortsteil Poggenhagen auf den Fliegerhorst Wunstorf.
Hier ist die B 442 auf einer Länge von etwa vier Kilometer unterbrochen, da die Straße im Zuge der Erweiterung des Fliegerhorstes Wunstorf 1944 teilweise entfernt wurde. Reste der alten Straße sind als Zufahrt zur Siedlung Stiefelholz (von Wunstorf aus) noch zu sehen. Umfahrungen des Fliegerhorstes bestehen als Kreisstraßen westlich und östlich des Sperrgebietes.
Ab der Kreuzung Stiefelholz führt die B 442 weiter nach Wunstorf, wo sie auf etwa 1,5 km Länge denselben Verlauf wie die Bundesstraße 441 aufweist.
Über Haste läuft sie nach Süden bis Bad Nenndorf – dort ist ihr Verlauf Richtung Westen auf einer Länge von zwei Kilometer identisch mit der B 65 –, um dann weiter nach Süden bis zur Auffahrt Lauenau neben der A 2 zu verlaufen.
Von Lauenau geht sie am Südrand des Deisters weiter nach Bad Münder (im Stadtteil Hachmühlen einen Kilometer identisch mit der B 217) und von dort nach Coppenbrügge, wo sie an der B 1 endet. 
Bevor die B 1 Nordumgehung von Coppenbrügge eröffnet wurde, endete die B 442 an der Kreuzung Osterstraße/Dammstraße/Brunnenstraße, wo sie auf den ehemaligen innerörtlichen Verlauf der Bundesstraße 1 traf.